# Biechlhof
Biechlhof  ist ein Gemeindeteil der Gemeinde Weichs im oberbayerischen Landkreis Dachau.
Die Einöde liegt auf der Gemarkung Asbach etwa siebenhundert Meter nordöstlich der Kirche von Ebersbach auf freier Feldflur.

## Geschichte
Der Gemeindeteilname Biechlhof wurde im August 2006 durch Bescheid des Landratsamtes Dachau erteilt und sollte entsprechend früheren Vorstellungen ursprünglich Biachehof lauten. Erstmals in einer topografischen Karte dargestellt und auch bezeichnet wird der Ort in der Ausgabe vom Jahr 2007.